# Heteranthera spicata
Heteranthera spicata es una especie de la familia del jacinto de agua (Pontederiaceae), dentro del orden Commelinales, en lo que comúnmente llamamos grupo de las monocotiledóneas, aunque hoy en día se agrupan dentro del grupo Liliopsida. El nombre del género Heteranthera deriva del griego ἕτερος [jéteros] ('diferente, variable') y ανθήρ [anzír] ('antera'). La especie H. spicata se refiere a la disposición de sus inflorescencias en espigas.

## Clasificación y descripción
Planta perteneciente la familia Pontederiaceae. Planta acuática, herbácea, enraizada, emergente; hojas no lineares, lámina ovadas a oblatas, ápice del peciolo y pedúnculos pubescentes; inflorescencia con más de dos flores, pedúnculos dos veces más largos que la espata, generalmente mayores de 4 cm de largo, perianto generalmente blanco.

## Distribución
Se distribuye aparentemente desde el occidente de México hasta Sudamérica; en México se ha colectado solo una vez en el estado de Jalisco, por eso se le considera probablemente extinta en la normatividad de México.

## Ambiente
Habita en charcas temporales; se registra entre el nivel del mar y los 100 m de altitud.

## Estado de conservación
En México se cataloga bajo “Probablemente Extinta” en la NOM-059-SEMARNAT-2010 (solo en el territorio mexicano); esta especie aun no ha sido evaluada por la Lista Roja de Especies Amenazadas.